# Лула Мей Хардуей
Лула Мей Хардуей (на английски: Lula Mae Hardaway) е американски автор на песни и майка на слепия соул музикант Стиви Уондър. Прекарва по-голямата част от зрялостта си в Саджино, щата Мичиган, но от 1975 г. нататък пребивава в Лос Анджелис.
Пише съвместно със сина си много от песните му от ученическите години, включително хитовете I Was Made to Love Her и Signed, Sealed, Delivered I'm Yours. За съавторството си за втората песен, тя получава номинация за Грами за Най-добра ритъм енд блус песен.
Умира на 76 години.